# José Antonio Plancarte
 (janvier 2020).
Si vous disposez d'ouvrages ou d'articles de référence ou si vous connaissez des sites web de qualité traitant du thème abordé ici, merci de compléter l'article en donnant les références utiles à sa vérifiabilité et en les liant à la section « Notes et références ».
José Antonio Plancarte, né à Mexico le 23 décembre 1840 et mort à Tacuba le 26 avril 1898, est un prêtre catholique mexicain fondateur des Filles de Marie Immaculée de Guadalupe et reconnu vénérable par l'Église catholique.

## Biographie
José Antonio Plancarte y Labastida naît à Mexico le 23 décembre 1840. A 12 ans, il intègre le séminaire de Morelia, où était recteur son oncle maternel, Mgr Pelagio Antonio de Labastida y Dávalos, futur archevêque de Mexico. Lorsque le gouvernement anticléricale contraint à l'exil Mgr Pelagio de Labastida, il emmène avec lui son neveu José Antonio, d'abord à Cuba puis à Rome, où il termine ses études théologiques. Il est ordonné prêtre le 11 juin 1865. Rentré au Mexique, José Antonio Plancarte est nommé  curé de la paroisse de Jacona. Là, il déploie une intense activité pastorale : il se préoccupe de la vie spirituelle des fidèles, promeut des œuvres sociales et éducatives, fonde une école pour les garçons et un orphelinat pour les jeunes filles abandonnées. Il fait élever un nouveau sanctuaire marial et promeut la première ligne ferroviaire entre Jacona et Zamora. José Antonio Plancarte se dévoue particulièrement à la formation des jeunes aspirants à devenir prêtres. Il en envoie une soixantaine se former à Rome, et plusieurs d'entre eux deviendront évêques.
Le Saint-Siège nomme José Antonio Plancarte missionnaire apostolique, avec la faculté de prêcher partout. Plusieurs fois on  lui propose de devenir évêque, mais il refuse toujours. Il fonde la Congrégation des Filles de Marie Immaculée de Guadalupe, qui s'occupent de la formation chrétienne de la jeunesse, de l'assistance aux malades et aux pauvres et aux missions. Le 22 mai 1896, la Congrégation reçoit une première approbation du pape Léon XIII.
Toutefois les difficultés ne manquent pas. Les œuvres de José Antonio Plancarte provoquent des jalousies de la part d'autres prêtres, au point que l'évêque de Zamora lui enlève la paroisse de Jacona. Il accepte sans réclamer justice, par obéissance à son évêque. Pour résoudre la situation, son oncle l'archevêque de Mexico l'appelle dans son diocèse où il poursuivra pendant 17 ans ses activités. Il est nommé recteur du séminaire. José Antonio Plancarte fait élever le Temple San Felipe de Jesús pour y organiser l'adoration eucharistique perpétuelle, et engage la restauration et l'enrichissement de la basilique de Notre-Dame de Guadalupe. Il fut un grand défenseur des apparitions de Guadalupe. Usé par ses activités, il meurt à 57 ans, le 26 avril 1898.

## Béatification
Le 23 janvier 2020, le pape François décrète le caractère héroïque des vertus de José Antonio Plancarte, lui attribuant ainsi le titre de vénérable. 
Si un miracle obtenu par son intercession est reconnu par l'Église, il sera proclamé bienheureux.